# Тя (албум)
„Тя“ е името на третия албум на българската попфолк певица Есил Дюран. Издаден е през 2006 г.

## За албума
След издаването на албума „Елмаз“, Есил Дюран започва подготовката на своите нови проекти. През септември 2004 г. певицата записва мелодичната песен „Само мен обичай“. Клипът на песента излиза в ефира на Телевизия „Планета“ през ноември 2004 г.
След раждането на 5 май 2005 г. на сина ѝ Харис, тя отново влиза в студиото на Пайнер, за да записва нови песни.
„Тази нощ не спим“ е следващата песен, която певицата записва. Песента също се сдобива с видео. През есента на 2005 г. певицата записва песента „Не е така“, която се явява като продължение на песента „SMS“. Първоначално е планирано новият албум на певицата да излезе на музикалния пазар през декември същата година, но е отложен за 14 февруари 2006 г. Песента „Тя“ е пилотният сингъл, чийто клип излиза на екран през янауари 2006 г., а албумът излиза на музикалния пазар през февруари 2006 г.

## Песни
1. „Как искам“
2. „Забрави“
3. „Само мен обичай“
4. „Ще ти простя“
5. „Не е така“
6. „Нашата песен“
7. „Uçan kuşlar“
8. „Vur durma“
9. „Seni seviyorum“
10. „Път към друга“
11. „Тази нощ не спим“
12. „Тя“

## Видеоклипове
| Видеоклип        | Премиера | Албум | Режисьор              |
| ---------------- | -------- | ----- | --------------------- |
| Само мен обичай  | 2004     | Тя    | Людмил Иларионов-Люси |
| Тази нощ не спим | 2005     | Тя    | Илиян Петров          |
| Vur durma        | 2006     | Тя    | Николай Нанков        |
| Тя               | 2006     | Тя    | Тенчо Янчев           |
| Как искам        | 2006     | Тя    | Тенчо Янчев           |

## ТВ Версии
| Видеоклип       | Албум | Програма                                                           |
| --------------- | ----- | ------------------------------------------------------------------ |
| Seni seviyorum  | Тя    | Лятна програма „Аква старс“                                        |
| Само мен обичай | Тя    | Коледна програма „Коледа в Приказките“                             |
| Нашата песен    | Тя    | Коледна програма „Рождество“                                       |
| Не е така       | Тя    | Промоция „Осъдена душа“, Новогодишна програма „Новогодишен тайфун“ |
| Ще ти простя    | Тя    | Новогодишна програма „Новогодишен тайфун“                          |
| Път към друга   | Тя    | Коледна програма „Коледен подарък“                                 |

## Музикални изяви

### Участия в концерти
- Турне „Планета Прима“ 2005 (Хасково) – изп. „Тази нощ не спим“
- 4 години телевизия „Планета“ – изп. „Тази нощ не спим“
- Награди на телевизия „Планета“ за 2005 г. – изп. „Тя“
- Турне „Планета Дерби Плюс“ 2008 – изп. „Елмаз (ремикс)“, „Как искам“, „Егоист“, „Луда съм, че те обичам“ и „Нека“